# Ornithacris pictula
Ornithacris pictula är en insektsart som först beskrevs av Walker, F. 1870.  Ornithacris pictula ingår i släktet Ornithacris och familjen gräshoppor.

## Underarter
Arten delas in i följande underarter:
- O. p. pictula
- O. p. cruenta
- O. p. magnifica